# L'autre Parole
L'autre Parole est une collective chrétienne féministe au Québec. Depuis sa création en 1976, la collective édite également une revue du même nom.

## Historique

### Création
Au printemps 1976, Monique Dumais écrit à plusieurs femmes intéressées par l'étude de la Bible dans le but de les mettre en lien les unes avec les autres. En réponse, Marie-Andrée Roy suggère qu'elles se rencontrent — ce qui se produit en aout 1976, à Rimouski. À l'issue de cette rencontre, Monique Dumais, Louise Melançon et Marie-Andrée Roy cofondent L'autre Parole en même temps qu'elles éditent le premier numéro de la revue éponyme, à l'époque « un modeste feuillet ». Dans celui-ci, elles affirment les deux objectifs de la collective : « au niveau de la recherche, reprendre le discours théologique en tenant compte de la femme et, sur le plan de l'action, entreprendre des démarches pour une participation entière de la femme dans l'Église ».

#### Contexte
Selon Marie-Andrée Roy, au milieu des années 1970, « les conditions d'existence de L'autre Parole sont réunies » : au Québec aussi, dans le sillage de la Révolution tranquille, des mouvements bouleversent l'ordre social, parmi lequel celui de libération des femmes. Les Québécoises ont par ailleurs accès aux facultés de théologie depuis 1969 et s'approprient l'un des mots d'ordre du concile Vatican II : « l'Église c'est nous », y voyant là l'opportunité de faire reconnaitre leur place dans la communauté chrétienne.

#### Origine du nom
Selon Marie-Andrée Roy, le nom de la collective vient de ce que ses confondatrices entendaient « prendre la parole dans l'Église » à une époque où seuls les clercs l'avaient, et ce, en vue de faire entendre un discours qui n'était pas celui de ces derniers.

#### Premières membres
La collective regroupe à sa création « des enseignantes et des chercheuses en théologie, en catéchèse, en sciences religieuses et des femmes qui œuvrent en pastorale scolaire, paroissiale et diocésaine ». Rapidement cependant, d'autres profils la rejoignent, toujours de « femmes chrétiennes qui désirent mener une action féministe dans l'Église et la société ».

## Action
Pour la chercheuse Catherine Foisy, les membres de L'autre Parole ont, depuis l'existence de la collective, milité selon quatre grandes modalités :

### Élaboration de pratiques alternatives de la foi chrétienne
Dans un mouvement de « réappropriation de l'héritage culturel de l'Église patriarcale », les membres de L'autre Parole créent « des rituels féministes chrétiens ». Ainsi, reprenant les rituels chrétiens traditionnels tels que l'eucharistie, elles y intègrent des symboles féministes et les doublent d'une signification nouvelle invitant à « l'interprétation du rapport au divin et au monde sous le prisme de la condition féminine ». En groupe, selon une pratique introduite au sein de la collective par Monique Dumais, elles réécrivent également des passages de la Bible de manière à y intégrer les « expériences des femmes ». Pour Marie Josée Riendeau, il s'agit, au travers de ces différentes pratiques, « de déterminer de manière collective la teneur symbolique de leur héritage religieux ».

#### Réécritures bibliques
Après un temps de lecture individuelle, au cours duquel elles « dégagent les idées essentielles du texte », les participantes de l'atelier de réécriture « partagent leurs expériences personnelles et/ou leurs compréhensions des expériences vécues par la communauté des femmes et confrontent celles-ci à leur lecture du texte biblique » dans un temps de « déconstruction/reconstruction ». Après s'être entendues sur « des idées maîtresses et des structures de phrases qui donneront sens et vie à un texte "biblique" imprégné de la vie, de l'expérience et de la quête de libération des femmes d'aujourd'hui », elles rédigent ensemble la version finale de leur réécriture, laquelle est ensuite lue aux autres membres de la collective et publiée dans L'autre Parole.
Dans l'étude qu'elle fait de 24 réécritures de L'autre Parole, Marie Josée Riendeau constate que si certaines d'entre elles ont une structure « similaire », c'est-à-dire « arrimée aux versets du texte biblique », « la structure des réécritures [...] tend plutôt vers un modèle similaire avec adaptation, voire même différent des textes bibliques ». En adaptant en partie ou en totalité la structure de ces textes à leur volonté discursive, « L'autre Parole se situe dans un rapport dialectique qui questionne les limites sexistes et patriarcales des textes bibliques [...] [et] s'inscrit aussi dans une herméneutique du message christique de libération » qui « renouvelle [...] la portée [de ce] message ».
S'agissant des personnages principaux, la plupart des 24 réécritures qui constituent son corpus en contiennent des différents de ceux des textes originaux : seules 2 d'entre elles conservent les mêmes personnages sans en ajouter de nouveaux. Marie Josée Riendeau conclut que « la volonté féministe d'ajouter et de transposer des personnages féminins crée un nouvel horizon d'interprétation, celui de l'inclusion des expériences de vie des femmes au cœur du message biblique ».
Si elle distingue bien 3 stratégies rédactionnelles (paraphrase, actualisation et transposition), Marie Josée Riendeau remarque que c'est l'actualisation « qui prévaut à l'intérieur du corpus étudié », laquelle « sert à exprimer de manière nouvelle et adaptée des réalités du temps présent » et « incite à voir le récit de libération du peuple de Dieu autrement que sous le prisme du patriarcat androcentrique. En somme, l'actualisation permet de créer une filiation entre le récit biblique et les expériences de vie des femmes ».
Enfin, la chercheuse constate que ces réécritures consistent pour beaucoup en une féminisation des textes bibliques — féminisation qui, dans certains cas, s'applique également au divin (« Dieue », « Christa », « Ekklèsia ») et témoigne, selon elle, d'« une radicale volonté de déconstruire le rapport patriarcal au divin et de transformer de manière inclusive la relation entre le Christ et l'Église peuple de Dieu ». Pour autant, la présence d'un langage inclusif (« pour toutes et pour tous », « ni phallus, ni vulve ne comptent »), même « peu employé », « suggère une herméneutique qui n'exclut pas les hommes de ces versions féministes des textes bibliques ».

## Organisation interne
En 2019, la collective comptait une quarantaine de membres, réparties entre sept groupes sur l'ensemble du territoire québécois, nommés pour la plupart d'après des figures féminines de la Bible. Autonome, chacun de ces groupes décide de son mode de fonctionnement ainsi que de la fréquence à laquelle se rencontrent ses membres.
L'autre Parole n'emploie aucune salariée ni ne perçoit de subventions gouvernementales, s'autofinançant grâce aux cotisations annuelles de ses membres,.
Par ailleurs, la collective ne dispose pas de conseil d'administration et, d'après ses membres, fonctionne de manière « collégiale », « non-hiérarchique ».

### Coordination générale et comités
Un Comité de coordination, composé d'une représentante de chaque groupe, assure les missions de circulation des informations, de gestion des finances et relatives aux relations publiques. Si les membres du Comité de coordination préparent aussi le contenu du colloque annuel de la collective, le thème de celui-ci est décidé en assemblée générale et chaque groupe s'occupe d'en animer une partie.
Deux autres comités existent, qui se chargent de commander, accepter et réviser les articles publiés dans les numéros de L'autre Parole pour l'un ; de gérer le site Internet de la collective pour l'autre.

## La revue
D'après le collectif Clio, à l'origine en 1982 (édition revue et mise à jour en 1992) de L'Histoire des femmes au Québec depuis quatre siècles, L'autre Parole serait la plus ancienne revue militante féministe publiée au Québec.
Quatre numéros paraissent en moyenne chaque année. Si les thèmes qui y sont abordés sont choisis à l'occasion de l'assemblée générale annuelle, c'est au comité de rédaction (composé de trois à quatre membres de la collective) qu'échoit la charge en tant que telle d'éditer la revue.
En aout 2011, après 130 numéros papier, L'autre Parole n'est plus publiée qu'en ligne, sur le site de la collective.

## Positions

### Droit à l'avortement
En 1981, L'autre Parole est cosignataire d'une tribune parue dans Le Devoir et intitulée « La vie des femmes n'est pas un principe : Des groupes de femmes répondent à l'épiscopat ». Six ans plus tard, en 1987, les membres de la collective consacrent un dossier de plusieurs pages à l'avortement dans les pages de leur revue. En 2013 enfin, elles s'affirment publiquement « pour la vie et pour le choix ». Ce faisant, L'autre Parole donne à entendre un « un autre point de vue chrétien, une autre façon de réfléchir sur la vie, la vie des femmes », en opposition avec le magistère, et, du même coup, « contribue à proposer au mouvement des femmes une autre vision du christianisme ».

## Sociologie des membres
En 2016, Marie Josée Riendeau rapporte que, sur une quarantaine de membres, « la grande majorité a entre 50 et 75 ans. La plupart sont québécoises, francophones, de milieu urbain, de classe moyenne et de tradition chrétienne catholique. Une majorité d'entre elles détient une formation universitaire ».
Marie-Andrée Roy estime que les religieuses, après avoir représenté dans les premières années environ 20 % des membres de L'autre Parole, « ne représentent pas plus de 10 % de[s] effectifs [de la collective] » en 2019.

## Liens avec d'autres organisations
L'autre Parole est membre de la Fédération des femmes du Québec ainsi que de Relais-femmes.
La collective a également joué un rôle dans la création, en 1982, du réseau Femmes et Ministères, qui cherchait à faire reconnaitre les ministères que les femmes exercent d'ores et déjà au sein de l'Église, ainsi qu'à les faire accéder au sacerdoce. Depuis la dissolution du réseau en 2024, L'autre Parole s'occupe également d'archiver, sur son propre site, les pages de celui de Femmes et Ministères.
L'autre Parole est aussi en lien avec l'Association des religieuses pour les droits des femmes.